# Simonyi János
Simonyi János (Kecskemét, 1784. december 13. — Cibakháza, 1853. augusztus 30.) városi tanácsnok, országgyűlési képviselő. Katolikus iparoscsaládban született. 

## Élete
Apja szűcsmester volt, aki fiából is iparos embert akart nevelni. Az ifjúnak azonban nem volt kedve hozzá, jobban szeretett olvasni, tanulni. Szülői beleegyezés nélkül, jóakarók támogatásával sikerrel tette le 1808-ban a bölcsészdoktori vizsgát, s alig 23 évesen ünnepélyesen tudorrá avatták.
Tanulmányait a jogtudományok terén folytatta, s 1810-ben ügyvédi diplomát szerzett. Jegyző, majd 33 évesen a város szenátora lett. Ezt a hivatalt egészen 1848-ig töltötte be.
Az 1848 júniusában megtartott első népképviseleti választáson Kecskemét II. kerületének országgyűlési képviselőjévé választották.
Az országgyűlésben jogi és közgazdasági kérdésekkel foglalkozott. 1849. június 15-én Kossuth Lajos a hétszemélyes táblához bíróvá nevezte ki.
A világosi fegyverletétel után a város mindkét képviselője, Simonyi János és Karika János református lelkész a pesti haditörvényszék elé került. Simonyit, mivel az országgyűlést Debrecenbe is követte, és részt vett az áprilisi trónfosztó határozatban, a haditörvényszék halálra ítélte. Végül Haynau közvetlenül a felmentése előtt, 1850. július 5-én Simonyi Jánosnak 27 társával együtt megkegyelmezett.
Szabadulása után Cibakházára vonult vissza, gyalui birtokán gazdálkodott.
1853. augusztus 27-én másfél napi szenvedés után 68 éves korában Cibakházán hunyt el. Augusztus 30-án ott is temették el.
Kilenc gyermeke közül hét élte túl édesapját. Az ő fia volt a kép- és fényíró Simonyi Antal, aki az 1855-ös párizsi világkiállításon pillanatfelvételi találmányáért aranyérmet kapott. Valószínű szintén gyermeke volt Simonyi Sándor 1865-ös kecskeméti alügyész.
Gyermekei:
- Simonyi Sándor         1815-02
- Simonyi László         1817-04-11
- Simonyi Imre           1818-10-22
- Simonyi Anna Mária     1820-04
- Simonyi Antal          1821-06
- Simonyi Eszter Ágnes   1823-09-01
- Simonyi Ágnes          1825-11-08
- Simonyi Mária Terézia  1828-03-26
- Simonyi György         1832-04-17